# Orquesta Sinfónica de Galicia
La Orquesta Sinfónica de Galicia (abreviada como OSG) es una orquesta sinfónica española. 

## Creación y dirección

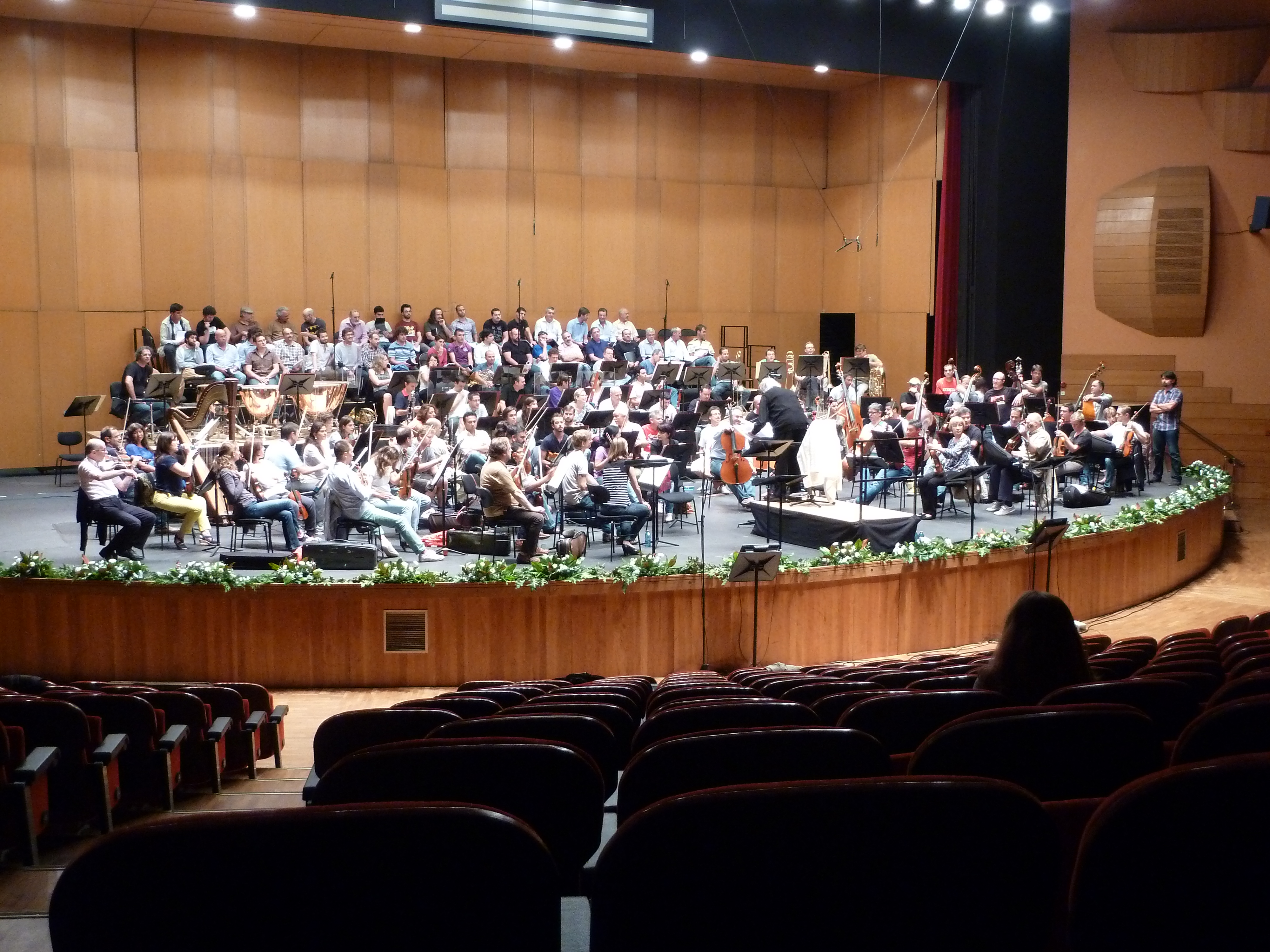
Orquesta Sinfónica y Coro de Galicia en el ensayo de la ópera Tristán e Isolda en el Palacio de la Opera en La Coruña.

Fue creada en 1992 por el Ayuntamiento de La Coruña y su sede está en el Palacio de la Ópera de dicha ciudad. Su primer director musical fue Víctor Pablo Pérez, que finalizó su labor en el 2013 y fue sucedido por Dima Slobodeniouk. El gerente de la Orquesta es actualmente Andrés Lacasa. Está financiada por el Ayuntamiento de La Coruña, la Diputación Provincial de La Coruña y la Junta de Galicia. 
Paralelamente a su actividad habitual, en 1998 se crea el Coro de la Orquesta Sinfónica de Galicia y en un extenso proyecto educativo llamado Son Futuro que engloba una Orquesta Joven, una Orquesta de Niños, un Coro Joven y un Coro de Niños (Niños Cantores).

## Currículum musical
Ha sido orquesta residente del Festival Rossini de Pésaro de 2003 a 2005 y del Festival Mozart de La Coruña desde su creación en 1998. Además, ha realizado varias giras por Alemania y Austria y ha ofrecido conciertos en las mejores salas y ciclos de conciertos españoles. En 2007 realizó su primera gira por América del Sur, con conciertos en Chile, Argentina, Brasil y Uruguay. A finales de 2009 se presentó en la histórica sala del Musikverein de Viena.
La Orquesta Sinfónica de Galicia cuenta habitualmente con solistas de primer nivel como Anne-Sophie Mutter, Maurizio Pollini, Krystian Zimerman, Gil Shaham, Sarah Chang, Grigory Sokolov, Leonidas Kavakos, Arcadi Volodos, Maria Joao Pires, Frank Peter Zimmermann, Mischa Maisky, entre otros. Con ella han cantado Alfredo Kraus, Teresa Berganza, Bryn Terfel, Plácido Domingo, María Bayo, Ainhoa Arteta, Juan Diego Flórez, Simon Estes, Mirella Freni, Ann Murray, Ildar Abdrazakov, Hildegard Behrens, Eva Marton, Giuseppe Giacomini, Philip Langridge, Carlos Chausson, Raúl Giménez, Isabel Rey, Carlos Álvarez, Ana María Sánchez o Giuseppe Sabbatini entre otros muchos, y siempre bajo la batuta de maestros como Lorin Maazel, Gustavo Dudamel, Daniel Harding, Christoph Eschenbach, Neville Marriner, Guennadi Rozdestvenski, Ton Koopman, James Judd, Andrew Litton, Jean-Pascal Tortelier, Stanislaw Skrowaczeski, Libor Pesek, Peter Maag, Osmo Vänskä, Alberto Zedda, Emmanuel Krivine, Raymond Leppard, Jean-Jacques Kantorow, Josep Pons, John Nelson, Gianandrea Noseda, Ron Goodwin, Manfred Honeck o Leif Segerstam.

## Discografía y premios
En su discografía para sellos como EMI, DECCA, Koch, Naïve, BMG y Arts figuran nombres como los de Juan Diego Flórez, Kaori Muraji, Peter Maag, Antonio Meneses, Manuel Barrueco —con quien ha sido nominada al Grammy 2007 por el mejor álbum clásico del año—, María Bayo, Plácido Domingo, Juan Pons o Ewa Podles.
Ha sido premiada con la Medalla de Oro de la Real Academia Galega de Bellas Artes y el Premio Cultura Galega da Música 2010.

## Directores musicales
- Sabas Calvillo (1992)
- Víctor Pablo Pérez (1993 - 2013)
- Dima Slobodeniouk (2013 - 2023)
- Roberto González-Monjas (2023-)